# Sopot
Sopot (németül: Zoppot) tengerparti üdülőváros Észak-Lengyelországban, a Balti-tenger partján. Megyei (powiat) jogú város a Pomerániai vajdaságban. Gdańsktól északnyugatra, Gdyniától délkeletre fekszik; a három város által alkotott konurbáció a Hármasváros.
Zenei fesztiváljai régóta méltán híresek. Pl.: Sopot Jazz Festival, Sopot International Song Festival,...

## Népesség
| Lakosok száma | 37 457 | 32 962 | 32 115 |
|               | 2015   | 2021   | 2023   |

1. ↑  https://bdl.stat.gov.pl/api/v1/data/localities/by-unit/042214364011-0934783?var-id=1639616&format=jsonapi. (Hozzáférés: 2022. október 6.)